# Llívia

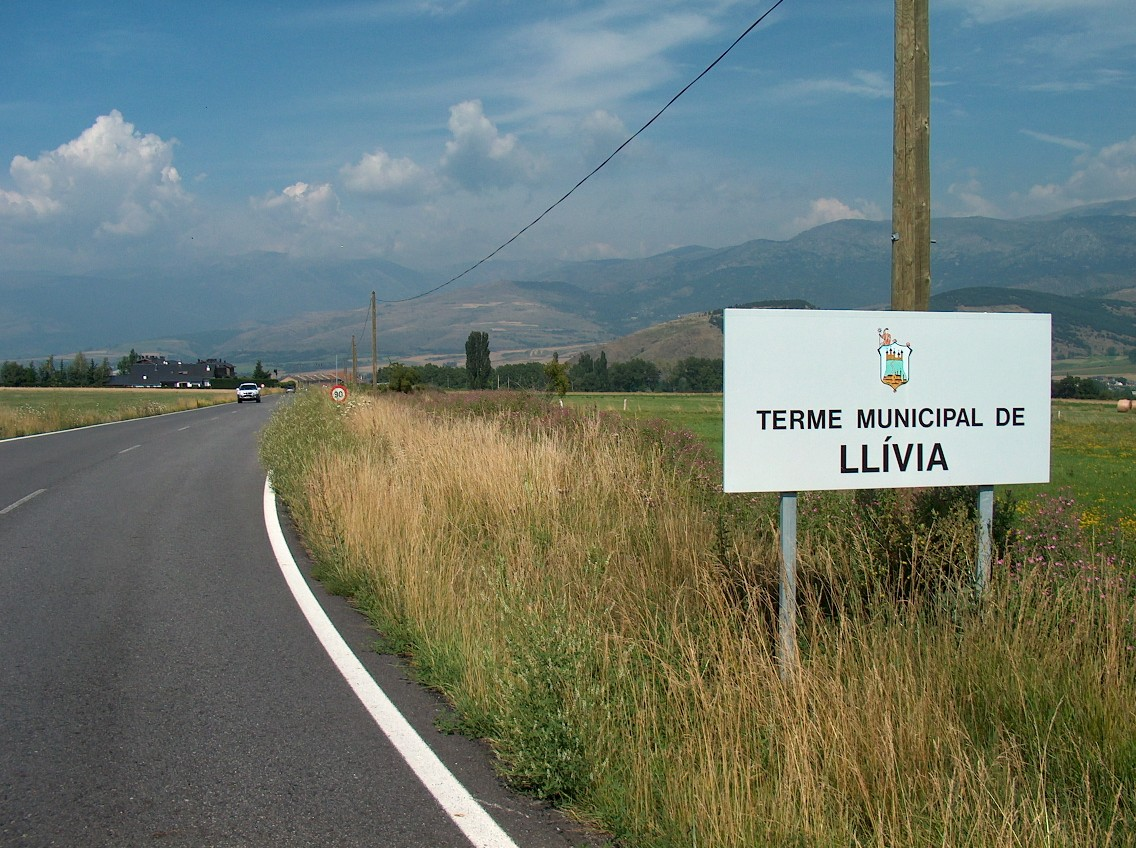
Zicht op Llívia.

Llívia (Spaans: Llivia) is een Spaanse stad, behorend tot de Catalaanse provincie Girona, in de historische landstreek Cerdanya. Llívia telt 1.467 inwoners (1 januari 2016).
Het stadje is volledig omsloten door Frans grondgebied. Het is derhalve een Spaanse exclave en enclave in Frankrijk.

## Ligging
Llívia ligt in de Pyreneeën, op een hoogte van 1223 m. Het ligt aan de bovenloop van de Segre, een bijrivier van de Ebro.
Het 13 km² grote grondgebied heeft een L-vorm, waar behalve de stedelijke bebouwde kom nog twee gehuchten liggen. Het stadscentrum ligt op ongeveer 5 km van de Spaanse grens bij Puigcerdà, maar het meest westelijke punt van de enclave is slechts 1,7 km van de rest van Spanje verwijderd.

## Geschiedenis
Uit opgravingen blijkt dat Llivia al rond 3000 v.Chr. bewoond was. Volgens de legende zou Hercules de stad gesticht hebben, wat de reden is dat hij op het wapenschild van de stad staat. 
Oorspronkelijk heette de plaats Keres. Daarvan is de naam van de streek afgeleid: Ceratania, het huidige Cerdanya. De naam Llivia is wellicht afgeleid van Livia, de vrouw van de Romeinse keizer Augustus en de moeder van keizer Tiberius. 
De stad is in de loop der eeuwen veroverd geweest door de Romeinen, de Visigoten, de moslims uit Spanje en de Franken. Van de 9de tot de 12de eeuw was het de residentie van de graven van Cerdanya. Nadien werd het gebied meermalen betwist tussen Aragon en Frankrijk, tot Llivia in 1493 definitief bij Aragon kwam. 

### Ontstaan van de enclave
Krachtens de Vrede van de Pyreneeën in 1659 moest de Frans-Spaanse grens worden gewijzigd ten voordele van Frankrijk. Bedoeling was deze grens zoveel mogelijk te doen samenvallen met de toppen van de Pyreneeën. Voor Cerdanya was dat niet mogelijk en daarom bepaalde het verdrag dat Spanje 33 dorpen van Cerdanya aan Frankrijk zou afstaan, waaronder Llivia.
Bij de uitvoering van het verdrag merkten de Spanjaarden op dat Llivia geen dorp was, maar een stad en dat het verdrag daarop geen betrekking had. Inderdaad had Llivia in de eeuw daarvoor stadsrechten gekregen van keizer Karel V. Door de Conventie van Llivia, gesloten op 12 november 1660, ging Frankrijk ermee akkoord dat de stad Spaans zou blijven, hoewel ingesloten door Frankrijk, op voorwaarde dat het niet zou worden versterkt. 
Latere verzoeken van Frankrijk om Llivia te verkrijgen zijn langs Spaanse kant steeds afgewezen. Alleen tijdens de korte tijd dat Catalonië door Napoleon bij Frankrijk was ingelijfd (1812-1814) was de stad Frans, maar toen nog vormde ze een exclave van het kortstondige departement Sègre in het departement Pyrénées-Orientales.

## Demografische ontwikkeling
Bron: INE, 1857-2011: volkstellingen

## Statuut
De conventie van Llivia (1660) is aangevuld en gepreciseerd door het verdrag van Bayonne van 26 mei 1866, dat de grens nauwkeurig vastlegt. 
Dat verdrag bevestigt dat Spanje geen militaire versterkingen in de enclave mag bouwen. Fransen mogen zich vrij op de Spaanse wegen verplaatsen als ze de enclave doorkruisen. Omgekeerd mogen Spanjaarden zich via de weg tussen Llivia en Puigcerdà vrij op Frans grondgebied verplaatsen. De douane mag hen daarbij niet hinderen. 
In de praktijk is die bepaling zo geïnterpreteerd dat Frankrijk geen enkele beperking heeft opgelegd op het verkeer op de weg tussen Puigcerdà en de enclave. Zelfs Spaanse politiebeambten en militairen mogen vrij komen en gaan. Dit in tegenstelling tot andere exclaves in de wereld. In 1939, tijdens de Spaanse Burgeroorlog, konden de nationalistische troepen zelfs ongehinderd Llivia bezetten na de Franse overheid te hebben verwittigd. 
Bovendien hebben de kudden vanuit Llivia de vrije toegang tot hun weiden via het Franse dorp Angoustrine. De gemeente Llivia bezit trouwens voor 1330 hectare bos en weidegrond in Frankrijk, meer dan de oppervlakte van de enclave zelf.

## Neutrale weg
De zogenaamde neutrale weg, die Llivia verbindt met de rest van Spanje, loopt voor twee kilometer op Frans grondgebied. Hij wordt door Frankrijk onderhouden en de Franse wetten zijn er van kracht, maar het verkeer van en naar de enclave wordt niet gecontroleerd zolang men de weg niet verlaat. Tot de afschaffing van de grenscontroles in 1995 was het verboden de weg op Frans grondgebied te verlaten of op te rijden. Lange tijd bestonden er in Frankrijk geen wegwijzers om Llivia te bereiken langs deze weg. 
In 1973 ontstond een probleem omdat Frankrijk de weg niet langer als een nationale weg en dus als een voorrangsweg beschouwde. De gebruikers van de weg werden verplicht te stoppen op het kruispunt met de volgens de Fransen belangrijkere weg N20, vanwege de verkeersdrukte op deze weg tussen Bourg-Madame en Ur. Deze weg verbond Bourg-Madame via Ur met de Col de Puymorens richting Toulouse. Veel Spanjaarden zagen hierin een beperking van hun recht om zich ongehinderd van en naar Llivia te verplaatsen. Ze weigerden te stoppen aan het kruispunt en de stopborden werden regelmatig verwijderd. Dit leidde tot verkeersongelukken en verwarring. Na tien jaar werd deze "stopoorlog" beëindigd toen Frankrijk een brug over de N20 bouwde; waar de neutrale weg sindsdien over loopt.
Sinds 2001 waren er nieuwe protesten omdat de Franse overheid een rotonde wilde aanleggen op de neutrale weg, om ze beter te verbinden met de N20 zodat het drukke verkeer tussen de Col de Puymorens en Spanje niet meer door het naburige Bourg-Madame moest gaan. Opnieuw wordt dit in Llivia beschouwd als een schending van hun recht om ongehinderd de weg te gebruiken. De Franse regering heeft die bezwaren van de hand gewezen en de nodige werken werden uitgevoerd tussen 2011 en 2016 waarbij twee rotondes werden gerealiseerd, één op de N20 en één op de neutrale weg. Het verkeer dat van de Col de Puymorens komt, kan via de rotondes de neutrale weg richting Spanje oprijden. Sinds deze werken staat Llívia ook aangeduid op de Franse verkeersborden.

## Personen
- Calixte Freixa i Pla (1843-1920), architect, burgemeester van Llívia van 1895 tot 1917